# J’imagine
J’imagine – piosenka francuskiej piosenkarki Valentiny wydana jako singiel 16 października 2020 roku. Tekst piosenki dotyczy izolacji spowodowanej pandemią COVID-19. 
Piosenka zwyciężyła 18. Konkurs Piosenki Eurowizji Junior (2020), który odbył się w Warszawie 29 listopada 2020. Valentina wygrała konkurs z łączną liczbą 200 punktów, 48 punktów przed zajmującym drugie miejsce Kazachstanem, zdobywając pierwsze zwycięstwo dla Francji w konkursie.
Piosenka została napisana przez Igita i Barbarę Pravi, którzy również napisali „Bim bam toi”, zeszłoroczną piosenkę na konkurs dla Francji.